# 병리학
병리학(病理學, pathology, patho− + -logy)은 질병의 본질적 성질을 연구하는 의학의 한 분야로서, 특히 병을 일으킨 신체의 조직이나 기관의 기질적 변화 및 기능적 변화를 연구하는 학문이다. 일반적으로 알려지기로는 세포, 조직, 장기의 표본을 육안이나 현미경 등을 이용하여 검사해, 그것들이 질병에 침범되었을 때에 어떤 변화를 나타나는지에 대하여 연구하는 학문이다.

## 분류
- 일반병리학 (general pathology): 병리학 총론.
- 외과병리학 (surgical pathology): 진단이나 치료를 위하여 질환의 과정을 연구, 인체의 각 장기별, 연구분야별로 세분화됨 (신경계병리, 부인과병리, 혈액병리, 소화기병리, 신장병리, 유방병리, 내분비병리, 피부병리, 면역병리 등)
- 비교병리학 (comparative pathology): 인체의 질환을 다른 동물의 질환과 비교 연구
- 실험병리학 (experimental pathology): 인위적으로 일으킨 질병의 과정을 연구
- 기능병리학 (functional pathology): 질환에 의한 기능의 변화에 관한 연구
- 임상병리학 (clinical pathology)
- 구강병리학 (oral pathology)
- 지역병리학 (geographic pathology): 지역과 기후를 연관시켜 연구
- 정신병리학 (mental pathology, psychopathology)
- 언어병리학 (speech pathology)
- 세포병리학 (celluar pathology): 세포를 모든 질환현상의 기본점으로 간주
- 체액병리학 (humoral pathology): 질병이 체액의 비정상적 상태에 의하여 일어난다는 설
- 식물병리학 (plant pathology)

(인체)병리학은 인간을 대상으로 하기 때문에 정상 구조에 대한 지식이 있어야 하므로 해부학 및 조직학과 밀접한 관련이 있다. 병원에서 병리의사는 병리학적인 지식을 바탕으로 임상의사들에게 병을 알려주는 역할을 하게 된다. 즉 병리학적 진단을 내려준다. 따라서 종종 의학분야에서 병리학은 기초의학과 임상의학의 중간자라고도 일컬어진다.
의학에 있어 임상의사에게 채취된 인체의 표본으로 병리검사를 시행하여 정확한 진단에 이르게 하여 환자의 치료방향을 결정하는데 근거를 제공한다. 또한 질병의 병기와 표현형을 분류하여 환자의 질병에 대한 예후인자를 밝히고 치료방법 결정에 영향을 준다.
법의학은 병리학에 기반을 두고 있다.

## 같이 보기
- 생검
- 인과 추론
- 세포
- 질병
- 역학 (의학)
- 혈액학
- 조직학
- 면역학
- 법의학
- 의학
- 미생물학
- 종양학
- 기생충학
- 병원체
- 분광학
- 언어병리학